# Can Gomis (Vallcarca i els Penitents)
|  | No s'ha de confondre amb el Frare Blanc. |

Can Gomis era una residència senyorial situada a l'actual plaça d'Alfonso Comín, al barri de Vallcarca i els Penitents de Barcelona.

## Història
Als anys 1790, Francesc Gomis i Alzina (1742-1815), un acabalat botiguer de teles que vivia al carrer de la Barra de Ferro de Barcelona, hi va fer construir una residència d'estiu amb uns grans jardins. El 1804 fou ennoblit, i a la seva mort el 1815, la casa fou heretada pel seu fill Pau Agustí de Gomis i Pascual (1789-1851), casat amb Francesca Xaviera de Ros i Solà. El succeí el seu fill Casimir de Gomis i de Ros, casat amb Rosa de Portolà i de Guinart (1821-1890).
El 1870, fugint de la febre groga que assolava Barcelona, s'hi instal·là la Capitania General de Catalunya. Lluís de Gomis i de Portolà va donar la casa als jesuïtes, que la van vendre el 1950 a Foment d'Obres i Construccions SA.
El 1956, en unes excavacions al subsòl de l'actual plaça d'Alfonso Comín es van trobar les restes d'una vil·la romana, i molt a prop es va trobar una necròpolis el 1962.

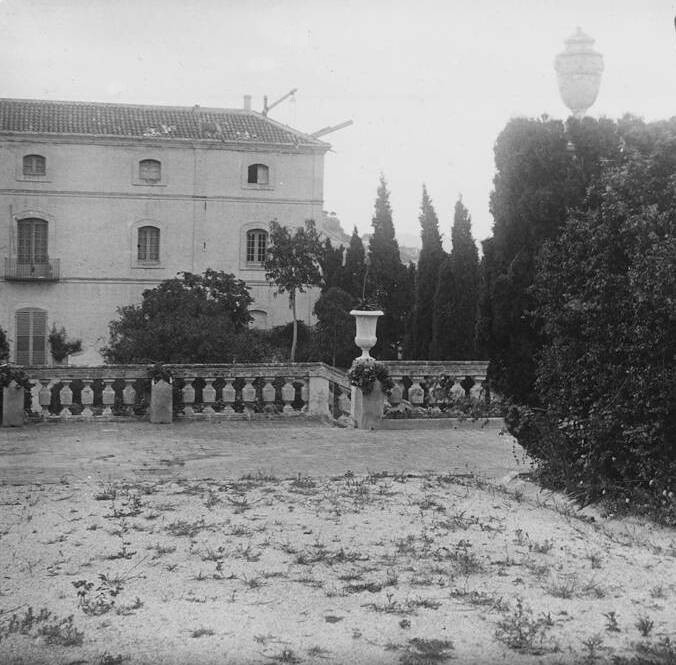
Vista lateral de la casa

## Descripció
La finca, de 80 mujades (39 hectàrees), abastava des de baix del carrer de Gomis fins a Collserola i des del torrent del Frare Blanc al dels Penitents (actual avinguda de Vallcarca), aleshores dins del terme municipal d'Horta, al límit amb el de Sant Gervasi de Cassoles.
El palau era una gran casa senyorial, amb àmplies estances. El jardí, que ocupava 10 mujades (prop de 5 hectàrees), aplegava la tècnica i l'art dels jardins italians del segle xviii: grans terrasses, balustrades, escalinates, xiprers, estanys, fonts, escultures, etc., tot amb material de primera qualitat, com el marbre blanc de Carrara. L'entrada estava flanquejada per dos templets, hi havia un gran estany amb una estàtua jacent de Lucrècia, en que l'aigua li rajava per la ferida del pit, obra segurament de l'escultor Damià Campeny.